# La Miloquera
La Miloquera és una muntanya de 403 metres que es troba al municipi de Marçà, a la comarca catalana del Priorat.